# نیل لنون
}}
نیل فرانسیس لنون (انگلیسی: Neil Francis Lennon؛ زادهٔ ۲۵ ژوئن ۱۹۷۱) بازیکن پیشین و سرمربی کنونی فوتبال اهل ایرلند شمالی است. او هم‌اکنون هدایت تیم پرسپولیس ایران را بر عهده دارد.او بعد از کریم باقری هدایت سرخپوشان پایتخت را برعهده گرفت
از باشگاه‌هایی که در آن بازی کرده‌است می‌توان به منچستر سیتی، لستر سیتی، سلتیک و ناتینگهام فارست اشاره کرد.

## افتخارات

### مربی
سلتیک
- لیگ برتر اسکاتلند: ۱۲–۲۰۱۱ , ۱۳–۲۰۱۲
- پریمیرشیپ اسکاتلند: ۱۴–۲۰۱۳ , ۱۹–۲۰۱۸ , ۲۰–۲۰۱۹
- جام حذفی اسکاتلند: ۱۲–۲۰۱۱ , ۱۳–۲۰۱۲ , ۱۹–۲۰۱۸
- جام اتحادیه فوتبال اسکاتلند: ۲۰–۲۰۱۹

هیبرنین
- چمپیونشیپ اسکاتلند: ۱۷–۲۰۱۶